# Bobby Humphrey
Bobby Gene Humphrey (Birmingham, 11 ottobre 1966) è un ex giocatore di football americano statunitense che ha militato nel ruolo di running back nella National Football League (NFL).

## Carriera
Humphrey fu scelto nel primo giro del draft supplementare del 1989 dai Denver Broncos. Nella sua stagione da rookie corse 1.151 yard e 7 touchdown, passò un touchdown da 17 yard e ne segnò uno su ricezione. I Broncos si qualificarono per il Super Bowl XXIV ma furono sconfitti per 55-10 dai San Francisco 49ers. In quella partita Humphrey, anche se guidò Denver sia in yard corse (61) che ricevute (31), perse un pallone chiave nel primo quarto quando commise un fumble vicino a metà campo. Da quel momento i 49ers segnarono 34 punti consecutivi. L'anno seguente fu convocato per il Pro Bowl dopo avere corso 1.202 yard e 7 touchdown. Fu il primo giocatore della storia dei Broncos a correre 1.000 yard in due stagioni consecutive.
Nel 1991 Humphrey scioperò durante il training camp per una disputa contrattuale. I Broncos, per politica della squadra, rifiutarono di rinegoziare il suo ingaggio e il suo sciopero proseguì nella stagione regolare fino alla settimana 14. Per allora, tuttavia, il nuovo acquisto Gaston Green era emerso come running back titolare e stava per superare le 1.000 yard corse. Inoltre Humphrey aveva perso il favore dello staff degli allenatori e della dirigenza a causa del suo sciopero, così quando fece ritorno era fuori forma e gli fu assegnato il ruolo di riserva. Rimase tale durante la corsa dei Broncos fino alla finale della AFC, persa contro i Buffalo Bills 10-7.
La stagione successiva, Humphrey fu scambiato con i Miami Dolphins per il running back Sammie Smith. Vi giocò nel 1992 correndo 471 yard e segnando un solo touchdown su corsa, oltre a uno su ricezione. Con la nuova squadra fece ritorno alla finale della AFC, perdendo nuovamente con i Buffalo Bills. Dopo essere rimasto fuori dal football per due stagioni, Humphrey tentò un ritorno nel 1995 con i Bills, non riuscendo a entrare in squadra.

## Palmarès

### Franchigia
- American Football Conference Championship: 1

Denver Broncos: 1989

### Individuale
- Convocazioni al Pro Bowl: 1

1990
- PFWA All-Rookie Team - 1989